# Новы, Карел (пловец)
Карел Новы (родился 12 июня 1980 года как чеш. Karel Nový) — швейцарский пловец вольным стилем, завоевавший три бронзовые медали на чемпионате Европы на короткой воде (бассейн 25 м).  Он также принимал участие в пяти соревнованиях на летних Олимпийских играх (2000, 2004 и 2008 годов), но так и не вышел в финал.

## Внешние ссылки
- Профиль на nbcolympics.com